# Laguna Aricoma
Der See Laguna Aricoma ist ein Gletscherrandsee in Südost-Peru an der Südwestflanke der Cordillera Carabaya, einem Gebirgszug der peruanischen Ostkordillere. Der See liegt 23 km östlich des Distriktverwaltungszentrums Crucero.
Der See liegt im Distrikt Crucero der Provinz Carabaya. Der auf einer Höhe von 4638 m gelegene See hat eine Fläche von 6,7 km². Der See hat eine Länge von 7,7 km sowie eine maximale Breite von einem Kilometer. Oberhalb des Sees liegen die Bergseen Lago Cocaña Cocha, Lago Veluyoc Cocha und Lago Aricoma Chico. Der Río Aricoma entwässert den See an dessen südlichem Ende zum Río Ramis, einem Zufluss des Titicacasees.

## Talsperre Aricoma
Im Jahr 2014 wurde ein 982 m langer und 8,5 m hoher Erdschüttdamm mit Tonkern am Abfluss des Sees fertiggestellt. Der Staudamm erhöht das Speichervolumen des Sees und reguliert dessen Abfluss. Das nutzbare Speichervolumen liegt bei 35 Mio. m³. Der Stausee dient der Bewässerung abstrom gelegener landwirtschaftlich genutzter Flächen, insbesondere während der niederschlagsarmen Zeit.